# Emma Theofelus
Emma Inamutila Theofelus, née le 28 mars 1996 à Windhoek, est une femme politique namibienne, devenue très jeune députée et ministre, un des symboles du renouvellement de la classe politique de Namibie.

## Biographie
Emma Theofelus est nommée vice-ministre de l'Information, de la Communication et de la Technologie de Namibie en mars 2020, dans le cadre du deuxième mandat de Hage Geingob. Durant sa mission, elle est chargée d'aider à diriger la communication publique sur les mesures préventives contre la pandémie de Covid-19 en Namibie. Elle est aussi nommée députée à l'Assemblée nationale, devenant ainsi la plus jeune députée de l'histoire du pays,.
Au moment de sa nomination au cabinet, Emma Theofelus a 23 ans, ce qui fait d'elle l'une des plus jeunes ministres en Afrique. Avant sa nomination politique, elle obtient un diplôme en droit à l'université de Namibie. Elle est également membre du conseil d'administration du Conseil national de l'enseignement supérieur. En 2020, elle est considérée comme l'une des 100 femmes africaines les plus influentes, la plus jeune de cette liste.

## Expérience professionnelle
Emma Theofelus est successivement : 
- Vice-présidente du Parlement des enfants (2013-2018)[8].

- Juriste au ministère de la Justice (2019-2020)

Intérêts législatifs :
Elle s'intéresse notamment aux thèmes suivants : 
Contrôle parlementaire ; Auto-développement parlementaire ; E-Parlement ; Législation sur le changement climatique ; Participation des jeunes au Parlement ; Recherche parlementaire.